# Lievenspolder
Lievenspolder is een polder en wijk in de Nederlandse stad Terneuzen, provincie Zeeland.  De polder behoort tot de Polders tussen Axel, Terneuzen en Hoek.

## Polder
De polder ligt direct ten zuidoosten van de oude kern van Terneuzen. Het is een oude polder, waarvan niet bekend is wanneer ze is ingedijkt. De oppervlakte bedraagt 17 ha, welke geheel door de bebouwing van de stad Terneuzen wordt ingenomen.

## Wijk
De wijk meet ongeveer 40 hectare en is in twee delen gesplitst door de Axelsestraat, een belangrijke winkelstraat. Het winkel- en horeca aanbod is zeker divers te nomen. De Axelsestraat is van oudsher de belangrijkste toegangsweg geweest vanuit het zuiden, maar met de uitbreiding van Terneuzen is deze functie volledig komen te vervallen. De wijk kenmerkt zich door dichte bebouwing. Een groot deel is opgezet in de jaren '50, zo'n veertig jaar later voldeden de woningen niet meer aan de dan geldende eisen. Aan de westelijke zijde van de Axelsestraat is de bebouwing toen voor een groot deel vervangen door andere bebouwing. Zo is de ruimte van het voormalig internaat volledig ingevuld door bebouwing, en is er haaks op de Dokweg een gedeelte vervangen door seniorenwoningen.
Rond 2000 zijn nog eens 140 huizen gesloopt. Het gedeelte waar deze huizen stonden is niet meer herbouwd en de planning in 2006 was om in dat gedeelte een brede school te plaatsen. Met name de Katholieke school uit de wijk, samen met een paar kinderverblijfplaatsen en het buurthuis het Schelpenhoekje uit de ernaast gelegen wijk, de Triniteit.